# Mogens Gyldenstierne

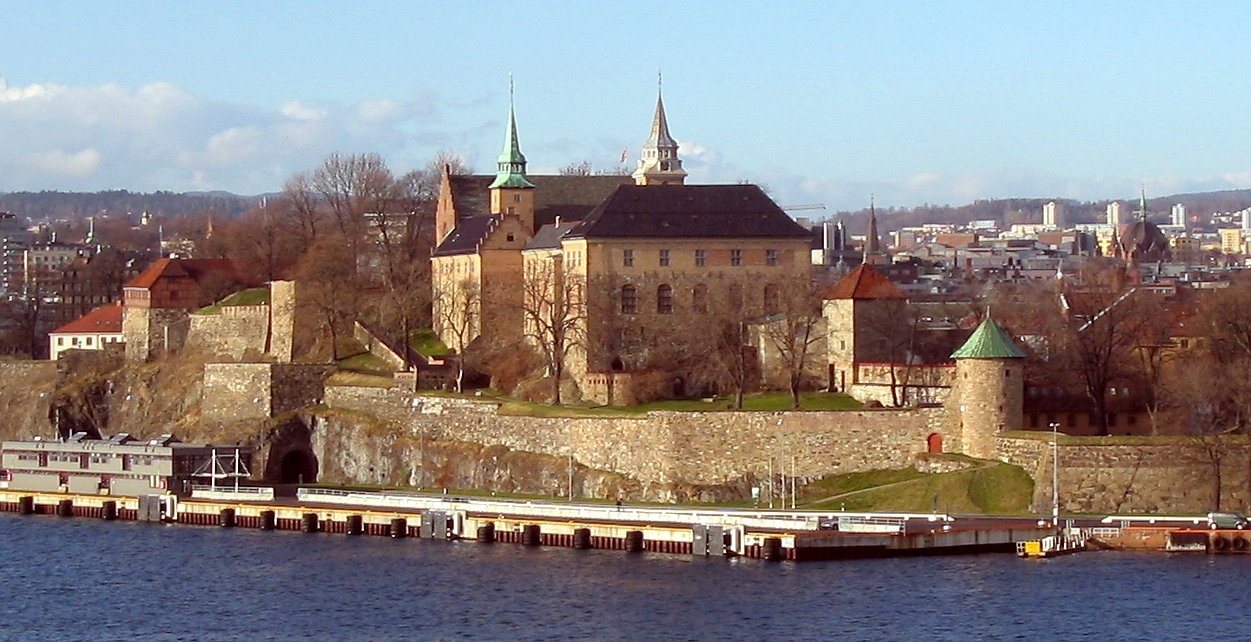
Akerhus medeltida borg i Oslo.

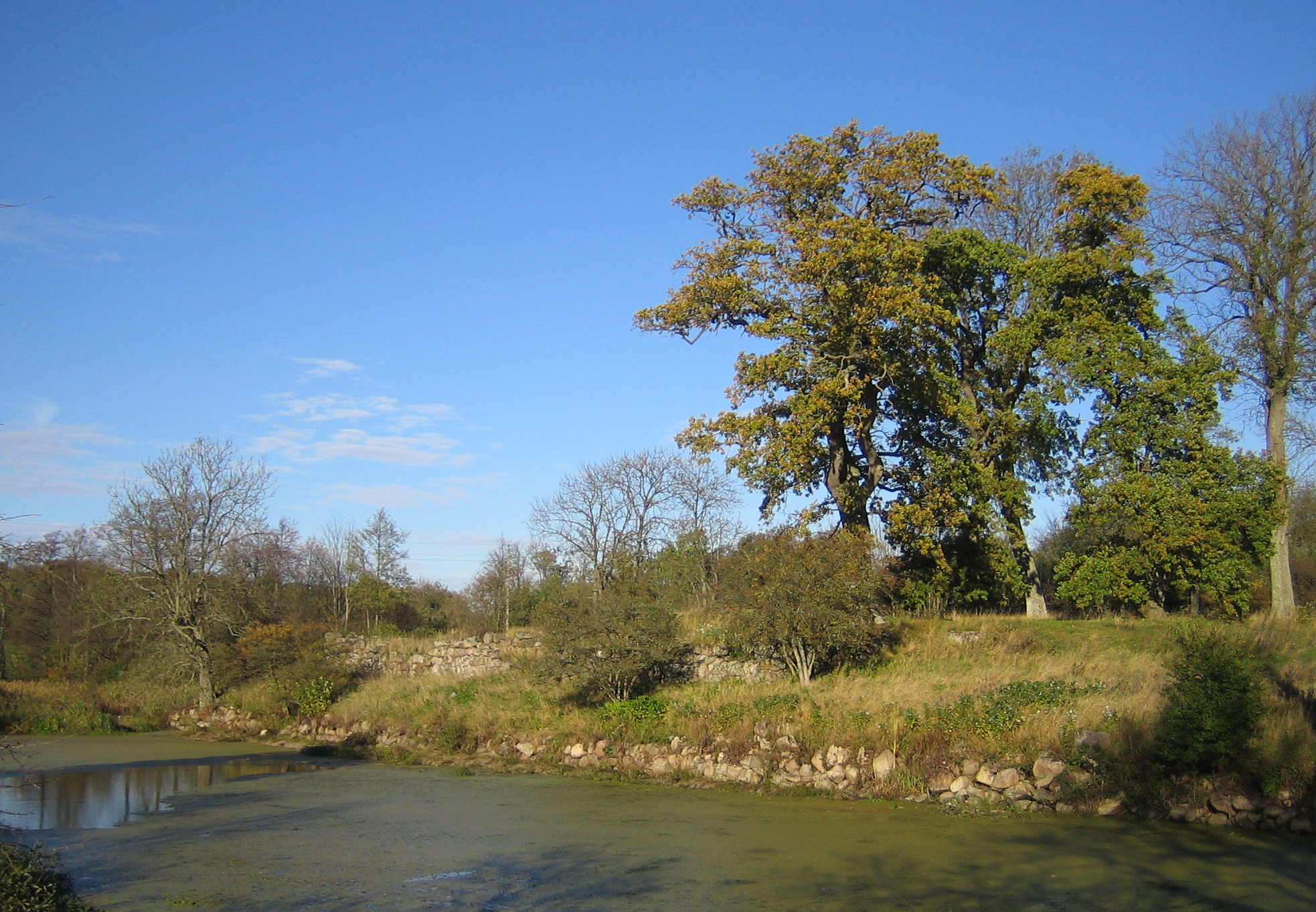
Ruinerna efter Stjerneholms slott

Mogens Gyldenstierne, född 1485, död i Köpenhamn 1569 var ett danskt riksråd. Han var son till Henrik Knudsen Gyldenstjerne och Karen Bille samt bror till Knud Henriksen Gyldenstierne d.y.. Mogens Gyldenstierne deltog i det danska krigståget i Sverige 1520 men blev svårt sårad i slaget vid Uppsala samma år. Han slogs till riddare av Kristian II vid dennes kröning i Stockholm. Därefter besökte han det heliga landet på en pilgrimsfärd.
Mogens Gyldenstjerne blev år 1527 amiral för en dansk flotta utanför Norge och lyckades inta Akerhus slott i Oslo. Den 9 november 1531 anlände den landsflyktige Kristian II med en armé till Oslo. Mogens vägrade dock att överge slottet. Frederik I upphöjde honom efter detta i kretsen av betrodda adelsmän.
48 år gammal gifte han sig med Anne Mourisdatter Sparre, dotter till riksrådet Mourits Sparre till Svaneholm i Skåne. Han blev samtidigt länsherre för Malmöhus slottslän på Malmöhus. Genom list lyckades Malmöborgarna med borgmästaren Jörgen Kock i spetsen år 1534 tillskansa sig slottet och Mogens togs tillfånga. Detta blev upptakten till den så kallade grevefejden, ett blodigt inbördeskrig i Danmark som varade fram till 1536. Efter kriget blev Mogens som riksråd en betydande man, inte minst i Skåne. År 1543 var han amiral för en stor dansk flotta på 40 skepp som seglade i Nordsjön i kamp mot holländarna. Mogens dagbok är bevarad från detta tåg och den är märkligt nog skriven i runskrift. År 1555 blev Mogens Gyldenstjerne insatt som ståthållare i Köpenhamn. I början av det nordiska sjuårskriget 1563 blev den nye kungen Fredrik II alltmera missnöjd med sin åldrige ståthållare och Mogens avlöstes år 1566.
Trots att Mogens gifte sig först som 48-åring fick han med Anne Sparre 22 barn. Han lät på 1550-talet uppföra ett nytt slott, Stjerneholm, strax intill svärfaderns slott Svaneholm i Skåne. I dag kvarstår endast ruiner efter detta ståtliga slott.
Mogens Gyldenstjerne och Anne Sparre har efterlämnat ett stort skriftligt material av oftast personlig karaktär. Detta är i sin helhet publicerat i tre band 1929–1941.